# 三豊市立三野津中学校
三豊市立三野津中学校（みとよしりつ みのつちゅうがっこう）は、香川県三豊市三野町下高瀬にある公立中学校。

## 沿革
- 1947年（昭和22年）5月 - 大見村立大見中学校開校式
  - 5月 - 吉津村立吉津中学校開校式
  - 5月 - 下高瀬村立下高瀬中学校開校式
- 1954年（昭和29年）3月 - 下高瀬村立下高瀬中学校閉校式
  - 3月 - 吉津村立吉津中学校閉校式
- 1947年（昭和22年）5月 -
- 1955年（昭和30年）4月 - 大見、下高瀬、吉津の三か村合併、三野村となる。二校合併。三野村立三野津中学校と改称。
- 1956年（昭和31年）3月 - 大見村立大見中学校閉校式
  - 4月 - 大見中学校と統合。
- 1958年（昭和33年）8月 - 家庭科室竣工。
- 1959年（昭和34年）7月 - 本館竣工。
  - 9月 - 町制施行。三野町立三野津中学校と改称。
- 1965年（昭和40年）7月 - プール竣工。
- 1965年（昭和40年）8月 - 体育館竣工。
- 1966年（昭和41年）4月 - 視聴覚室竣工。
- 1969年（昭和44年）9月 - 給食センター竣工。
- 1971年（昭和46年）6月 - LL教室完成。
- 1975年（昭和50年）3月 - 第二運動場設置。
- 1983年（昭和58年）11月 - パソコン導入。
- 1994年（平成6年）11月 - 給食センター竣工。
- 1997年（平成9年）3月 - パソコン教室完成。
- 2005年（平成17年）1月 校名を三豊市立三野津中学校に改称。
  - 12月 - 50周年記念誌発行。
- 2010年（平成22年）6月 - 運動場芝生移植（グリーンカーペットプロジェクト）
- 2011年（平成23年）3月 - 空調設備工事完了（教室にエアコン設置）。
- 2014年（平成26年）7月 - 新体育館工事起工。
- 2015年（平成27年）3月 - 新体育館完成。
- 2016年（平成28年）3月 - 技術室・音楽室棟の完成。
  - 11月 - 玄関駐車場整備
- 2021年（令和3年）1月 -　空調設備工事（理科室・学習ルーム）

## 部活動

### 運動部
- ソフトテニス部
- バスケットボール部
- 陸上部
- バレー部
- 野球部
- バドミントン部

### 文化部
- 吹奏楽部
- 美術部
- パソコン部

## 主な学校行事
- 修学旅行
- 体育祭
- 合唱コンクール

## 校歌
- 作詞：芳地俊男
- 作曲：尾形サダ[1]

## 校訓
- 清純・協和・自律自励

## 校則
- 通学用カバンは、令和3年度より従来のカバンと、三野津中学校通学カバンの選択制となった[2]。

## 校区
- 三豊市三野町全域

## 進学前小学校
- 三豊市立大見小学校
- 三豊市立下高瀬小学校
- 三豊市立吉津小学校

## 交通アクセス
- 四国旅客鉄道予讃線 - みの駅から車で10分[1]、徒歩で17分。
- 三豊市コミュニティバス高瀬仁尾線・・三野線（善通寺市ルート）・三野線（市内ルート） - 東浜バス停から徒歩3分。

## 著名な出身者
- 要潤 - 俳優、うどん県副知事

## 校区内の主な施設
- 三豊市役所三野支所

## 通学区域が隣接している学校
- 三豊市立詫間中学校
- 三豊市立仁尾中学校
- 三豊市立高瀬中学校
- 善通寺市立西中学校
- 多度津町立多度津中学校